# Anton Beskid
Anton Beskid (16. září 1855 Hanigovce u Prešova – 16. června 1933 Užhorod) byl rusínský právník, politik a guvernér Podkarpatské Rusi v letech 1923-1933.

## Životopis
Beskid pocházel z rodiny uznávaných řeckokatolických kněží a rusínských patriotů. Jeho děd Michail Beskid byl známý etnograf a publicista. Jeho otec Grigorij Beskid působil jako folklorista a historik.
Anton Beskid navštěvoval právnickou akademii v Prešově (1874-1877) a později práva na univerzitě v Budapešti. Po získání titulu zde pracoval jako právní koncipient (1880-1883). V roce 1883 se vrátil na východní Slovensko, kde se věnoval právnické praxi v Kežmarku do roku 1907. Od roku 1906 také vykonával funkci právního poradce řeckokatolické eparchie prešovské.
Od roku 1910 začal být aktivní v politice, když byl jako zástupce opoziční Krajinské katolické ľudové strany zvolen poslancem uherského sněmu za Spišskou župu. Beskid původně doufal ve spojení všech oblastí obývaných Rusíny a připojení k Rusku, ale po zániku Rakousko-Uherska se stal zastáncem československé myšlenky.
Dne 21. prosince 1918 založil v Prešově Rusínskou národní radu. Byl členem československé delegace na Pařížské mírové konferenci v roce 1919 a v květnu téhož roku byl zvolen předsedou Rusínské národní rady. Podle všeobecných očekávání se měl stát vůdčí politickou postavu Podkarpatské Rusi, avšak československá vláda dala přednost Grigoriji Žatkovičovi. Beskid následně založil v Prešově Rusínskou národní stranu, která byla silně kritická vůči místní slovenské administrativě a požadovala okamžité připojení slovenských Rusínů k Podkarpatské Rusi. Před koncem roku 1919 vykonal propagační cestu po rusínských komunitách v USA. Díky této cestě byl v roce 1920 schopen založit rusínskou národní banku v Užhorodě, jejímž ředitelem se vzápětí stal.
V roce 1923 na setkání se zástupci československé vlády se rozhodl skončit s kritikou režimu a rezignoval na post předsedy Rusínské národní strany. Na oplátku byl jmenován druhým guvernérem Podkarpatské Rusi. V této pozici měl jen minimální politický vliv. Roku 1932 začal požadovat autonomii pro Podkarpatskou Rus v rámci Československé republiky, avšak nedlouho poté zemřel.